# Meglena Karalambova
Meglena Karalambova, née le 20 juin 1943 à Bourgas (Bulgarie), est une actrice bulgare.

## Filmographie
- 2014 : Bouferna zona - la mère
- 2009 : Ninja - Rachel
- 2006 : Le Lièvre de Vatanen - La vieille dame
- 1999 : Est-Ouest - Nina Fiodorovna